# Obice 280 mm
L'Obice da 280 mm fu un pezzo d'artiglieria a retrocarica progettato dalla ditta inglese Armstrong Whitworth. Fu adottato dal Regno d'Italia nelle versioni con canna di differente lunghezza, da cui le denominazioni "Mortaio da 280/9", "da 280/10", "da 280/11" e "Obice da 280/16".

## Storia

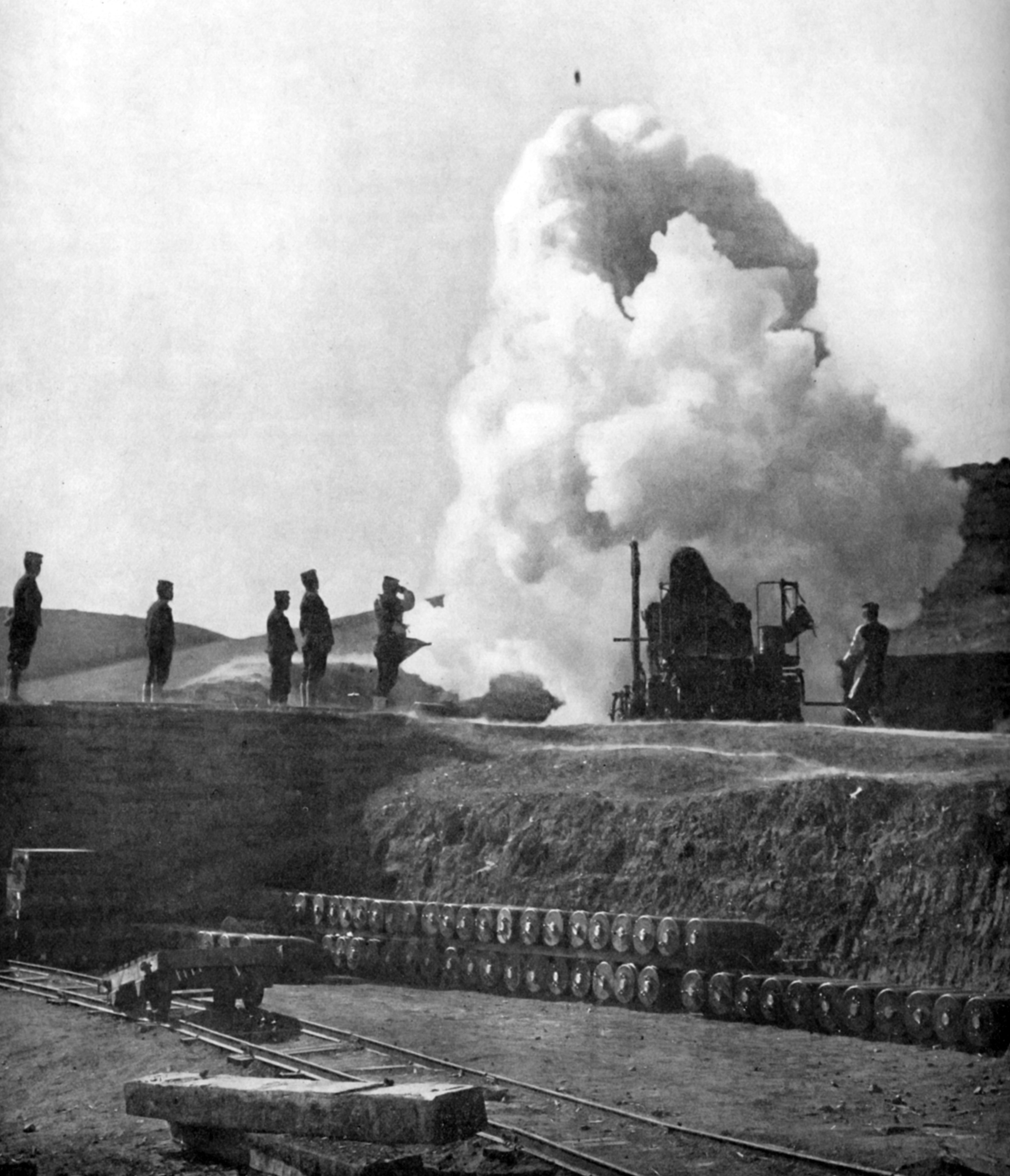
Obici da 280 giapponesi bombardano Port Arthur, 1905

Prodotto su licenza anche nel Regno d'Italia dalla Ansaldo fin dal 1890, come "obice 28 GRC Ret", questo pezzo a retrocarica iniziò ad equipaggiare le batterie da costa del Regio Esercito.
Nello stesso periodo in Giappone, nell'ambito di una politica di riarmo generale, fu ingaggiato il maggiore Pompeo Grillo, specialista in artiglieria pesante, dall'aprile 1884, affinché aiutasse i nuovi cantieri di Osaka nella costruzione di artiglierie.
Così la stessa arma iniziò a essere prodotta in Giappone a Osaka. La produzione, dopo due anni di test, iniziò nel 1886.
Fu estesamente utilizzato dai giapponesi nell'assedio di Port Arthur. E, sia in Italia che in Giappone, fu impiegato nella difesa costiera.
Nella prima guerra mondiale, furono schierate sul fronte dell'Isonzo nel 1917, e molte furono catturate nell'offensiva di Caporetto.
L'obice slittava di 1,7m, in rinculo, sull'affusto, frenato da freni di rinculo idraulici, posti sotto l'affusto. Veniva montato in piazzole scoperte con un sottoaffusto pivotante in grado di fornire un brandeggio di 360°. Il Giappone li usò nel 1914 nell'Assedio di Tsingtao allora colonia tedesca.